# Niklas Hartweg
Niklas Hartweg (Karlsruhe, Alemania, 1 de marzo de 2000) es un deportista suizo que compite en biatlón. Ganó una medalla de plata en el Campeonato Europeo de Biatlón de 2023, en la prueba de relevo mixto individual.

## Palmarés internacional
| Campeonato Europeo | Campeonato Europeo  | Campeonato Europeo | Campeonato Europeo      |
| Año                | Lugar               | Medalla            | Prueba                  |
| ------------------ | ------------------- | ------------------ | ----------------------- |
| 2023               | Lenzerheide (Suiza) | Medalla de plata   | Relevo mixto individual |